# Ш̣
Cette page contient des caractères spéciaux ou non latins. S’ils s’affichent mal (▯, ?, etc.), consultez la page d’aide Unicode.
Le cha point souscrit (capitale Ш̣, minuscule ш̣) est une lettre de l’alphabet cyrillique qui est utilisée dans la translittération de l’écriture arabe.

## Utilisations
Le cha point souscrit ‹ ш̣ › est utilisé dans certaines cyrillisations de l’alphabet arabe pour translittérer le sīn point suscrit et point souscrit ‹ ښ ›, aussi parfois translittéré avec le kha point souscrit ‹ х̣ › ou le cha point suscrit ‹ ш̇ ›.

## Représentations informatiques
Le cha point souscrit peut être représenté avec les caractères Unicode suivants :
- décomposé (cyrillique, diacritiques) :

| formes    | représentations | chaînes de caractères | points de code | descriptions                                               |
| --------- | --------------- | --------------------- | -------------- | ---------------------------------------------------------- |
| capitale  | Ш̣               | Ш◌̣                    | U+0428 U+0323  | lettre majuscule cyrillique cha diacritique point souscrit |
| minuscule | ш̣               | ш◌̣                    | U+0448 U+0323  | lettre minuscule cyrillique cha diacritique point souscrit |